# Nicki Clyne
Nicki Clyne (Vancouver, 11 febbraio 1983) è un'attrice canadese, particolarmente attiva in produzioni televisive.
Ha raggiunto una grande popolarità dopo aver interpretato il ruolo di Cally Handerson nella serie TV Battlestar Galactica.

## Biografia
Dopo gli studi compiuti alla University of British Columbia e alla Simon Fraser University partecipò a due episodi della serie Tiki Bar. Partecipò inoltre insieme a Lance Henriksen, Danielle Harris e Bill Moseley in Godkiller.
Nel 2003 prese parte alla miniserie Battlestar Galactica, venendo confermata anche per la successiva serie televisiva che andrà avanti fino al 2009.
Nel 2017 ha sposato l'attrice Allison Mack unicamente per ottenere il permesso di residenza negli Stati Uniti. Nel dicembre 2020 la Mack chiede il divorzio. L'anno seguente è rimasta coinvolta assieme a lei nello scandalo della setta di Keith Raniere, NXIVM.

## Filmografia

### Cinema
- Saved!, regia di Brian Dannelly (2004)
- Ill Fated, regia di Mark A. Lewis (2004)
- Il mio ragazzo è un bastardo (John Tucker Must Die), regia di Betty Thomas (2006)
- Lunamancer, regia di Noah Mucci (2021)

### Televisione
- Just Deal – serie TV, episodio 1x02 (2000)
- Level 9 – serie TV, episodio 1x10 (2001)
- Hostage Negotiator, regia di Keoni Waxman – film TV (2001)
- Dark Angel – serie TV, episodio 2x02 (2001)
- The Wedding Dress, regia di Sam Pillsbury – film TV (2001)
- Smallville – serie TV, episodio 1x15 (2002)
- I Was a Teenage Faust, regia di Thom Eberhardt – film TV (2002)
- Mysterious Ways – serie TV, episodio 2x21 (2002)
- L'eredità di Michael (Due East), regia di Helen Shaver – film TV (2002)
- Damaged Care, regia di Harry Winer – film TV (2002)
- The Twilight Zone – serie TV, episodio 1x06 (2002)
- The Dead Zone – serie TV, episodio 2x02 (2003)
- Battlestar Galactica – miniserie TV, episodio 1x01-1x02 (2003)
- The L Word – serie TV, episodio 1x06 (2004)
- Zolar, regia di Carl Goldstein – film TV (2004)
- Dead Like Me – serie TV, episodio 2x06 (2004)
- Tiki Bar – serie TV (2005)
- Battlestar Galactica: The Resistance – webserie, 4 episodio (2006)
- Totally Awesome, regia di Neal Brennan – film TV (2006)
- Battlestar Galactica – serie TV, 36 episodi (2004-2008)
- Personal Space – serie TV, 28 episodi (2018)

## Doppiatrici italiane
Nelle versioni in italiano delle opere in cui ha recitato, Nicki Clyne è stata doppiata da:
- Francesca Manicone in Battlestar Galactica
- Alessia Amendola in The L Word